# Konstanty Bylczyński
Konstanty Bylczyński (ur. 21 października 1893 w Aleksandropolu, na Kaukazie, zm. 7 kwietnia 1969 w Żarach) – kapitan Wojska Polskiego.

## Życiorys
Pochodził z ziemiańskiej rodziny z okolic Grodna. Był synem Pawła Bylczyńskiego (generała armii carskiej, później represjonowanego przez NKWD, zamordowanego w r. 1941) i Julii Gnoińskiej. Urodził się w Turkiestanie Zachodnim, gdzie jego ojciec służył w carskim pułku artylerii. W szkole uczył się w jednej klasie z Konstantym Rokossowskim. W armii rosyjskiej służył w stopniu chorążego (praporszczika) w 5 Brygadzie Artylerii, w okresie od 1 października 1912 r. do 1 listopada 1917 r. W czasie I wojny światowej przebywał m.in. w oflagu Helmstedt i Gardelegen. Od 1 listopada 1918 r. w jednostkach polskich.
Był jednym z czterech pierwszych absolwentów Oficerskiej Szkole Artylerii w Rembertowie. Rozkazem Inspektora Artylerii z 29 grudnia 1918 r. skierowany został do służby w 7 Pułku Artylerii Polowej. W październiku 1920 r. przeniesiony do Oficerskiej Szkoły Podchorążych Artylerii w Poznaniu na stanowisko oficera zaprzęgowego oraz instruktora jazdy konnej i zaprzęgami. Od 1921 r. na stanowisku wykładowcy (instruktora) jazdy konnej. Ponadto prowadził także zajęcia z teorii i zasad strzelania. W tym czasie zamieszczał także w wewnętrznych instrukcjach wojskowych i prasie wojskowej szereg publikacji z zakresu jeździectwa sportowego i wykorzystania koni w armii.
Awans na kapitana ze starszeństwem otrzymał dnia 1 lipca 1923 r. W roku 1924 służył w 9 Dywizji Artylerii Konnej w Baranowiczach.
W związku małżeńskim z Haliną Wroczyńską miał jednego syna, Janusza, pułkownika artylerii LWP.
W połowie lat 20. przeniesiony do 7 DAK w Poznaniu. W 1928 był dowódcą 2. baterii.
Wielokrotnie reprezentował Dywizjon w zawodach jeździeckich (w jeździectwie sportowym). W 1927 uczestniczył w „Militari” w Warszawie. Zajął II miejsce w zawodach indywidualnych. W 1931 reprezentował Dywizjon w konkursie o Puchar Ignacego Jana Paderewskiego na zawodach Wielkopolskiego Klubu Jazdy Konnej i wygrał puchar na własność. W październiku 1931 r. na koniu „Neron”, brał udział w zawodach jeździeckich Związku Jeździeckiego Oficerów Artylerii Konnej w Warszawie.
Był członkiem Związku Jeździeckiego Oficerów Artylerii Konnej w Polsce, Związku Oficerów Rezerwy Rzeczypospolitej Polskiej, Federacji Polskich Związków Obrońców Ojczyzny.
W roku 1932 przeszedł na emeryturę, w oparciu o orzeczenie o zupełnej i trwałej niezdolności do służby wojskowej. Zamieszkał w majątku rodzinnym w Kozłowiczach (pow. Mołczadź, w pobliżu Baranowicz, w okolicach Grodna). Następnie przeprowadził się do Brzezia, w gminie Wieniec w okolicach Włocławka, gdzie objął posadę trenera w stadninie koni w majątku barona Leopolda Kronenberga.
W okresie od kwietnia 1941 do marca 1943 przebywał natomiast w majątku Brzyszewo, gdzie był również trenerem w stadninie koni. W 1945 r. osiadł z rodziną w Żarach.
Po wojnie, w okresie od 21 kwietnia 1945 do 16 kwietnia 1946, zmobilizowany do Wojska Polskiego (w 11 Dywizji Piechoty w Żarach – JW 2473), w stopniu kapitana. Do 29 listopada 1945 pełnił funkcję kierownika 27 Piekarni Polowej 11 Dywizji Piechoty. Dnia 25 maja 1946 został zdemobilizowany. Po demobilizacji pracował od 1 lipca 1946 do 24 listopada 1950 w Zakładach Przemysłu Węgla Brunatnego w Żarach (jako pracownik umysłowy), 24 listopada 1950 zaczął pracę jako referendarz gospodarczy w Lasach Państwowych (w Nadleśnictwie Żary) do 31 marca 1951. Od 1 maja 1951 do 31 marca 1955 pracował w Powiatowej Stacji Pogotowia Ratunkowego w Żarach (jako referent).
Zmarł 7 kwietnia 1969 r. w Żarach, pochowany jest na cmentarzu komunalnym.

## Awanse[1]
- 1913 – chorąży (armia rosyjska)
- 18.07.1915 – podporucznik (armia ros.)
- 1.12.1919 – porucznik (WP)
- 2.4.1924 – kapitan

## Ordery i odznaczenia[1]
- Medal Pamiątkowy za Wojnę 1918–1921 (1928)
- Medal Dziesięciolecia Odzyskanej Niepodległości (1928)
- Odznaka pamiątkowa artylerii konnej II RP
- Odznaka pamiątkowa Związku Oficerów Rezerwy Rzeczypospolitej Polskiej
- Odznaka pamiątkowa Federacji Polskich Związków Obrońców Ojczyzny
- Order Świętego Stanisława 2 kl. z mieczami i wstęgą (Imperium Rosyjskie, 1916)
- Order Świętego Stanisława 3 kl. z mieczami i wstęgą (Imperium Rosyjskie, 1915)
- Order Świętej Anny 3 kl. (Imperium Rosyjskie, 1916)
- Order Świętej Anny 4 kl. (Imperium Rosyjskie, 1915)